# Катастрофа на канатной дороге в Кавалезе (1976)
Катастрофа на канатной дороге в Кавалезе 1976 года — наиболее тяжкая авария канатной дороги в истории. 9 марта 1976 года произошёл обрыв стального поддерживающего троса канатной дороги, когда полностью загруженный вагончик канатной дороги спускался с горы Чермис (также: Альпе де Чермис) возле итальянского горнолыжного курорта Кавалезе в Доломитах, 40 км (25 миль) к северо-востоку от Тренто.

## Общая информация

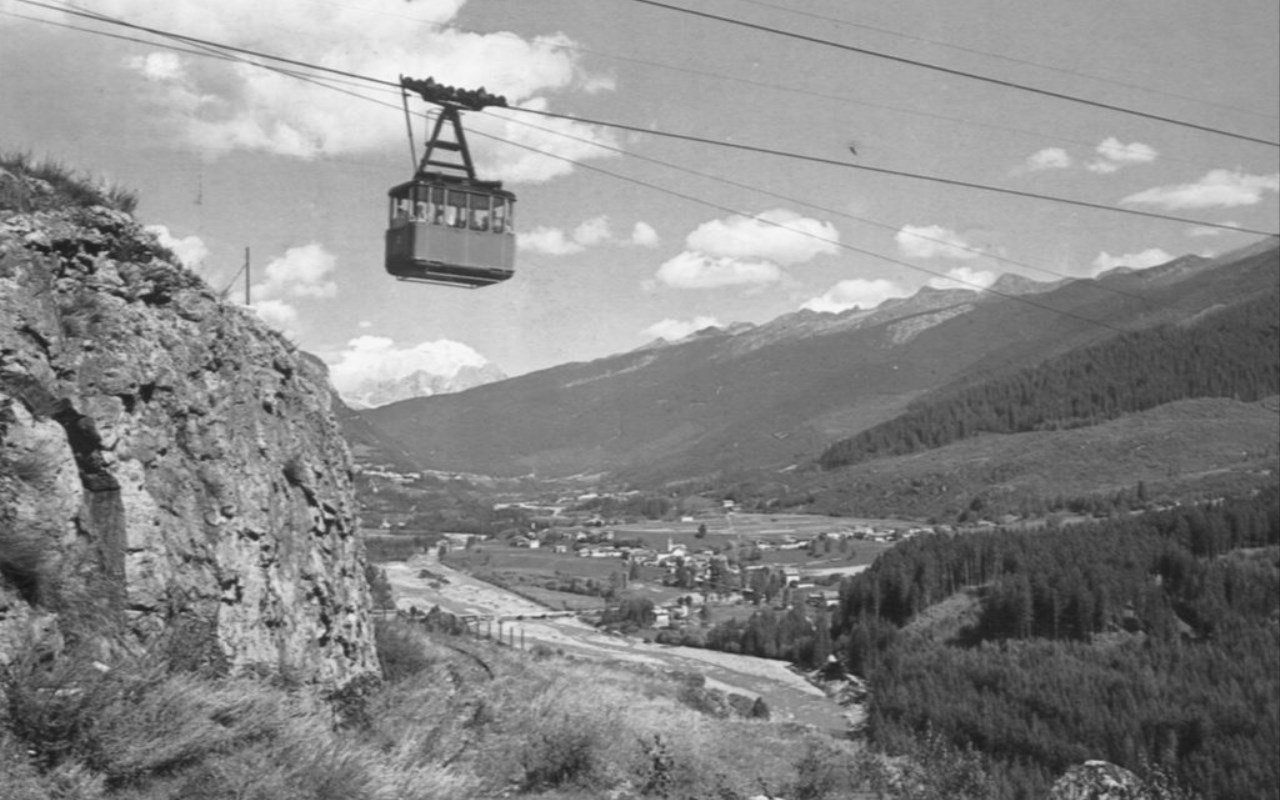
Канатная дорога Чермис до аварии 1976 года

Вагончик упал примерно с 200 метров (660 футов) вниз по склону горы, потом его снесло ещё на 100 метров (330 футов), прежде чем он остановился на травянистой поляне. В процессе падения трёхтонная несущая тележка упала прямо на кабину, раздавив её. Погибло сорок три человека, в том числе 15 детей в возрасте от 7 до 15 лет и 18-летний служащий канатной дороги. Первоначально сообщалось о 42 погибших, однако впоследствии было найдено последнее тело Фабио Рустиа (Rustia). Единственной выжившей была 14-летняя девушка из Милана, Алессандра Пиовесана (Piovesana), которая была на школьной экскурсии с двумя друзьями, когда произошло крушение. Она свидетельствовала в последующих разбирательствах, а затем работала журналистом в научном журнале Airone до самой смерти от болезни в 2009 году.

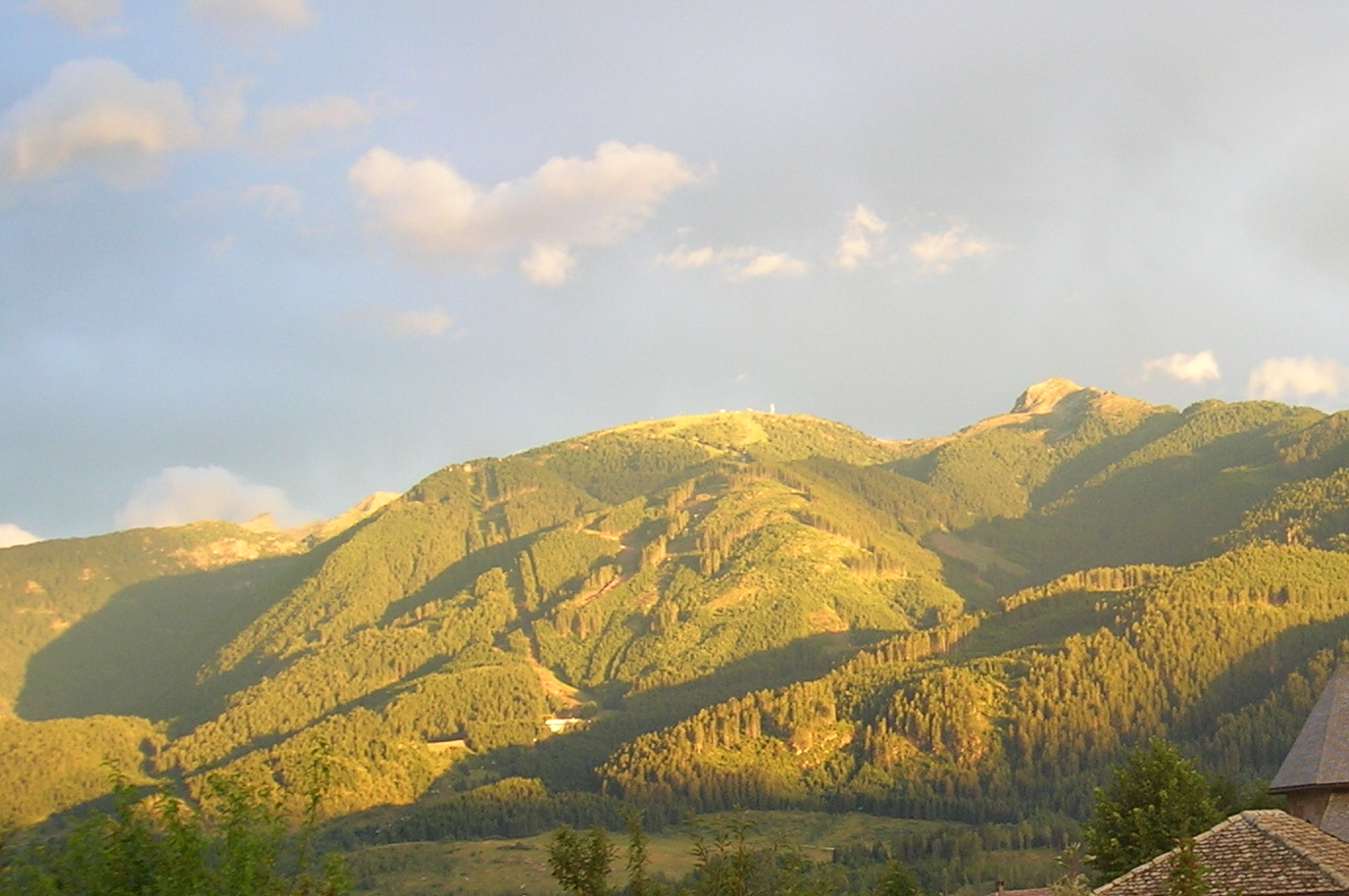
Горы Чермис возле Кавалезе

Механизм был создан в 1966 году за 10 лет до аварии; по техусловиям ожидаемый срок службы оборудования должен был составить 30 лет.

## Жертвы
Вагончик канатной дороги рассчитан на 40 человек или вес 7000 фунтов (3200 кг). В момент аварии в конце дня в нём находились 44 пассажира, — оператор оправдывался, что многие из них были детьми. Большинством жертв были западные немцы из Гамбурга.

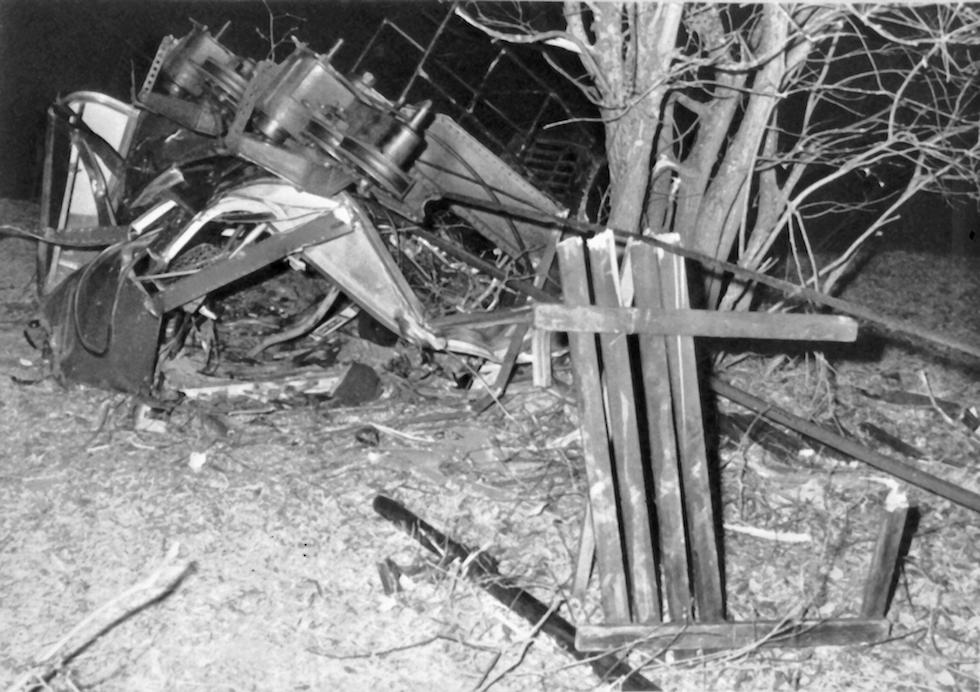
Остатки канатной дороги Cerrmis

### Состав по странам
Среди тех, кто был на борту:
- 21 — немцы,
- 11 — итальянцы,
- 7 — австрийцы
- и одна француженка[6][7][8][что?].

## Причины катастрофы
Расследование установило, что во время сильного ветра стационарный и движущийся стальные тросы перехлестнулись и один перерезал другой. Автоматическая система безопасности «стоп-поезд» («automatic train stop»), которая могла бы предотвратить катастрофу, была выключена. Четверо служащих канатной дороги были заключены в тюрьму за их участие/бездействие в катастрофе.